# Freibad (Comic)
Freibad ist die Adaption des gleichnamigen Films von Doris Dörrie als Comic. Paulina Stulin setzte die Geschichte parallel zur Filmentstehung nach dem Drehbuch von Dörrie, Karin Kaçi und Madeleine Fricke um. Die Adaption erschien am 1. Juli 2022 zwei Monate vor Kinoveröffentlichung beim Jaja Verlag. Handlungsort ist das titelgebende Freibad, im Zentrum der Geschichte stehen einige der Frauen und deren Konflikte.

## Handlung
Im Mittelpunkt der Geschichte stehen das Frauenbad, die Gäste, Mitarbeiter und insbesondere deren zahlreiche Auseinandersetzungen. Da sind zum Beispiel die beiden älteren Stammkundinnen Eva und Gabi. Insbesondere Eva, eine ehemals erfolgreiche Schlagersängerin, sieht sich als Feministin der zweiten Welle und fühlt sich von neuen Besucherinnen in Burkinis gestört. Unter der Befreiung der Frau versteht sie unter anderem, sich nicht zu verhüllen. Um finanziell über die Runden zu kommen, leiht sie sich immer wieder Geld von Gabi und vermietet ein Zimmer ihrer Wohnung an Nils.
Yasemin ist eine ambitionierte Freizeitsportlerin und trägt beim Schwimmen neuerdings einen Burkini. Eva beschwert sich deswegen erfolglos bei der Bademeisterin Steffi, Yasemins Kleidung verstoße aber nicht gegen die Badeordnung. Im Gegensatz zu Eva, die aus Protest das Oberteil ihres Bikinis auszieht. Eva und Gabi fühlen sich später ebenfalls von einer Gruppe türkischer Frauen gestört, zu der auch Yasemins Mutter gehört, weil sie im Schwimmbad grillen. Paula ist eine Mitstudentin von Yasemin und buhlt eher ohne Erfolg um deren Aufmerksamkeit. Dabei freundet sich Paula mit der trans Frau Kim an. Kim betreibt den Imbiss des Freibads und wird von den meisten Besucherinnen als Frau akzeptiert, es kommt aber auch zu Diskussionen, Kim sei eigentlich ein Mann.
Als eine große Gruppe muslimischer Frauen, die alle Burkas tragen, das Schwimmbad für sich entdeckt, kommt es zu neuen Spannungen, nicht nur mit Eva und Gabi. Die wohlhabenden Frauen stammen aus der Schweiz und betrachten das Frauenfreibad als Zufluchtsort, da ihr Heimatland gerade ein Burkaverbot erlassen hat. Kim passt sein Essensangebot den neuen Gästen an, was nicht allen Alteingesessenen zusagt. Die angespannte Steffi sieht sich wegen der ganzen Konflikte immer weniger als Bademeisterin, sondern zunehmend als Streitschlichterin. Als dann jemand in das Becken defäkiert und Steffi sich darum kümmern soll, wird es ihr schließlich zu viel und sie kündigt. Daraufhin muss das Bad für kurze Zeit geschlossen werden. Eva vermittelt ihren Untermieter Nils. Er ist ein guter Schwimmer und kurzfristig die einzige Option für die Stelle. Obwohl das Freibad dank Nils wieder öffnen kann, sind viele Besucherinnen unzufrieden, dass die Wahl zur Nachfolge der Bademeisterin auf einen Mann fiel.
Wegen eines Handgemenges zwischen Eva, den Schweizerinnen, Yasemin und der Familie ihrer Mutter Emine wird die Polizei gerufen, die anschließend Eva verhaftet. Gabi wirft ihrer Freundin Eva in der Folge vor, mit ihrem Verhalten das Freibad ruiniert zu haben, die Schweizer Frauen bleiben dem Schwimmbad wegen Nils fern und Paula organisiert aus Solidarität einen „Girlkott“ (auf ihrem Plakat ist das Wort „Boy“ in „Boykott“ demonstrativ durchgestrichen). Sie sieht im Fernbleiben der Frauen antimuslimischen Rassismus und patriarchale Gewalt. Dadurch kommt es allerdings auch zum Streit mit Yasemin, die Paulas Verhalten als übergriffig und herablassend empfindet.
Trotz der zahlreichen Auseinandersetzungen endet die Geschichte versöhnlich. Eva fährt mit einer Burka bekleidet auf dem Fahrrad zu Gabi, um sich bei ihr zu entschuldigen. Daraufhin entschließen sich die zwei Frauen, nachts ins Schwimmbad einzusteigen, um dort heimlich zu schwimmen. Zu ihrer Überraschung stellen sie fest, dass sie an diesem Abend nicht die einzigen mit dieser Idee sind, und treffen unter anderem auf Kamila (eine der Schweizer Frauen), Kim, Nils, Paula und Yasemin. Kim hält eine Rede auf das Freibad als zweite Heimat und Schutzraum. Ab dem nächsten Tag übernimmt Yasemin die Position als Bademeisterin, die muslimischen Frauen kommen wieder zu Besuch, und der Betrieb kann für alle Frauen wieder aufgenommen werden.

## Figuren
Eva ist eine streitlustige Feministin und war einmal eine erfolgreiche deutsche Schlagersängerin, musste ihre Karriere aber beenden, da sie wegen Gehörproblemen die Töne nicht mehr traf. Sie hat akute Geldsorgen und leiht sich immer wieder Geld von Gabi, was ihre Freundschaft wiederholt auf die Probe stellt.
Ihre Freundin Gabi ist verheiratet, ihr gutverdienender Ehemann Lothar ist aber die meiste Zeit auf Geschäftsreise. Deswegen umsorgt und verhätschelt sie ihren Schoßhund Louis umso mehr, sie bringt ihn täglich in einem Kinderwagen mit ins Schwimmbad.
Yasemin ist Studentin und trägt als Ausdruck ihrer persönlichen Freiheit neuerdings einen Burkini. Sie fühlt sich zu Nils hingezogen und versucht ihn auf sich aufmerksam zu machen, etwa indem sie an einem Tag mit einer Flosse als Meerjungfrau verkleidet schwimmt. Dabei vernachlässigt sie sogar den Schwimmunterricht für ihre Mutter, sodass Nils eingreifen muss.
Ihre säkulare Mutter, Emine, lebt von ihrem Mann getrennt und genießt wie Yasemin ihre Freiheit. Sie ist nicht sehr begeistert von deren Entscheidung, einen Burkini zu tragen, weil das nicht ihrer Erziehung entspreche. Ihre Tochter bringt ihr im Laufe der Handlung das Schwimmen bei. Einige von Emines und Yasemins Verwandten sind aus der Türkei zu Besuch, fast alles Frauen mittleren Alters, nur den kleinen Mehmet schmuggeln sie unter einem Kopftuch versteckt als Mädchen in das Frauenbad.
Paula ist eine Kommilitonin von Yasemin und in sie verknallt, weswegen sie das Bad besucht, um in ihrer Nähe sein zu können. Paula ist unsicher wegen ihres Übergewichts, mit Gabi kommt es zu einem Streit, als die sich über ihre Figur lustig macht. Mit Yasemin kann sie nur wenig Fortschritte erzielen, freundet sich währenddessen aber mit Kim an. Kim ist eine trans Frau und betreibt den Imbiss.
Die selbstbewusste Kamila stammt aus wohlhabenden Verhältnissen. Die junge Frau trägt eine Burka und schwimmt in einem Burkini. Sie stellt in gewisser Weise Stimme und Gesicht der muslimischen Frauengruppe aus der Schweiz dar.
Steffi ist die engagierte, aber auch überforderte Bademeisterin, bevor sie frustriert kündigt. Als ihr Ersatz wird kurzfristig Nils eingestellt. Er möchte nach einer schmerzhaften Trennung eine Auszeit in einer neuen Stadt nehmen. Rocky ist die pragmatische Besitzerin des Freibads und nicht gerade auf den Mund gefallen. Sie spielt jeden Abend eines von Evas Liedern („Freiheit“) als Rausschmeißer, bevor das Schwimmbad schließt. Rocky und Nils haben beide ein Faible für Sport, insbesondere Krafttraining, und kommen sich dabei näher.

## Entstehung und Stil
Anfang 2021 kam es zu der Zusammenarbeit mit Doris Dörrie. Sie war wegen „ihres fantastischen Buchs“ Bei mir zuhause auf Stulin aufmerksam geworden und schrieb sie mit der Frage an, ob sie den Film Freibad als Comic adaptieren wolle. Stulin arbeitete parallel zur Entstehung des Films rund zehn Monate an ihrer Umsetzung. Dabei griff sie vor allem auf unterschiedliche Drehbuch-, aber auch Schnittfassungen der Vorlage zurück, kannte allerdings nicht die endgültige Version vor Fertigstellung des Comics. Im August 2021 besuchte Stulin für eine Woche die Dreharbeiten im Dorfschwimmbad von Ainhofen im Landkreis Dachau, wo sie hauptsächlich Skizzen von Kulisse und Darstellern anfertigte. Der Comic ist keine exakte Umsetzung der Filmvorlage: Stulin nutzte zum einen ihre künstlerische Freiheit und fügte eigene Ideen hinzu, zum anderen finden sich dort Szenen, die zwar gedreht wurden, aber nicht im Film enthalten sind.
Mit ihrer weichen Linienführung und flächigen Illustrationen, die an Kreidebilder oder Farbholzschnitte erinnern, fängt Stulin Stimmungen gefühlvoll ein. Wiederholt stellt sie die Gesichter ihrer Figuren in den Mittelpunkt der Zeichnungen und setzt sie mit einer ausdrucksstarken Mimik um. Die aufwendig gestaltete Kolorierung deckt eine farbenfrohe Palette ab und kommt insbesondere in großformatigen Szenen zur Geltung. Im Vergleich zum Film sind die starken Farben etwas dunkler getönt. Regelmäßig verzichtet Stulin auf Texte und erzählt die Geschichte nur mit Hilfe der Illustrationen. Alle Bilder entstanden digital am Rechner. Im Gegensatz zu ihren bisherigen Veröffentlichungen, die insgesamt grüblerisch und introspektiv ausfielen, schlägt Stulin bei Freibad einen eher lockeren und humorvollen Ton an.

## Veröffentlichungen
Der Comic erschien im am 1. Juli 2022 beim Jaja Verlag (296 Seiten, farbig, Hardcover, 17 × 24 cm, ISBN 978-3-948904-38-8), bereits Anfang September ging die zweite Auflage in den Druck. Der Film kam zwei Monate nach der Adaption am 1. September 2022 in die deutschen Kinos.

## Kritiken
Im Mikrokosmos Freibad als „Sehnsuchtsort für Jung wie Alt“ erzähle die Comicumsetzung des gleichnamigen Films von persönlichen Konflikten und kulturellen Fragen unter anderem zu Körperpolitik, Frauenrechten oder kulturellen und religiösen Unterschieden, hält Lara Keilbart in Der Tagesspiegel fest. Die Geschichte einer vielfältigen Gesellschaft bleibe durch „humorvolle Einwürfe und Situationen jedoch luftig und leicht verdaulich“. Man könne zwar über die präsentierten Themen nachdenken, müsse es aber nicht. Dank Stulins weicher Linienführung, aufwendiger Kolorierung sowie ausdrucksstarker Mimik der Protagonistinnen „ziehen [die Zeichnungen] das Publikum nah an das Geschehen heran“. Insbesondere in den großformatigen Szenen „wenn die Perspektive herauszoomt“, entfalteten die Farben ihre ganze Wirkung.
Christian Muschweck findet bei comicgate, dass Dörrie und Stulin für den gemeinsamen Comicwurf „tief in die Mottenkiste der Klischees und Vorurteile [greifen]“, wenn sie mit der „doch etwas altbackenen Fernsehspieldramaturgie die heißesten Diskurse unserer Zeit aufs Korn nehmen“. In der „Kampfzone Freibad“ eskaliere einfach alles, der Humor sei stets „professionell und routiniert auf Pointe getrimmt“. Das Figurenensemble falle durchaus „nachvollziehbar differenziert“ aus, beispielsweise Yasemin, die aus „vermeintlich emanzipatorischen Gründen“ einen Burkini trage. Man erkenne, dass die Comic-Künstlerin „sichtlich Spaß an der Realisierung des Drehbuchs […] gehabt haben muss“. Ihr Zeichenstil bringe „trefflich, stillere, gefühlvolle Erzählpassagen mit der burlesken Grundstimmung in Einklang“.
Für Peter Lau bei Reddition stellt Freibad eine wunderbare Ansammlung von Protagonistinnen dar, die sich wie selbstverständlich in die Haare kriegen. Die behandelten Themen seien zwar absehbar, die Dialoge lesen sich aber „wunderbar trocken“ und es mangele „wahrlich nicht an überraschenden Wendungen“. Jedes Bild wirke „wie aus dem Leben geschnitten“, im Gedächtnis bleiben vor allem die stillen Doppelseiten, die „ohne dramaturgischen Druck wie im Manga Stimmungen einfangen“. Das „ultimative Buch zum Sommer“ sollte „selbstverständlich am besten im Freibad gelesen werden.“